# 格蘿德

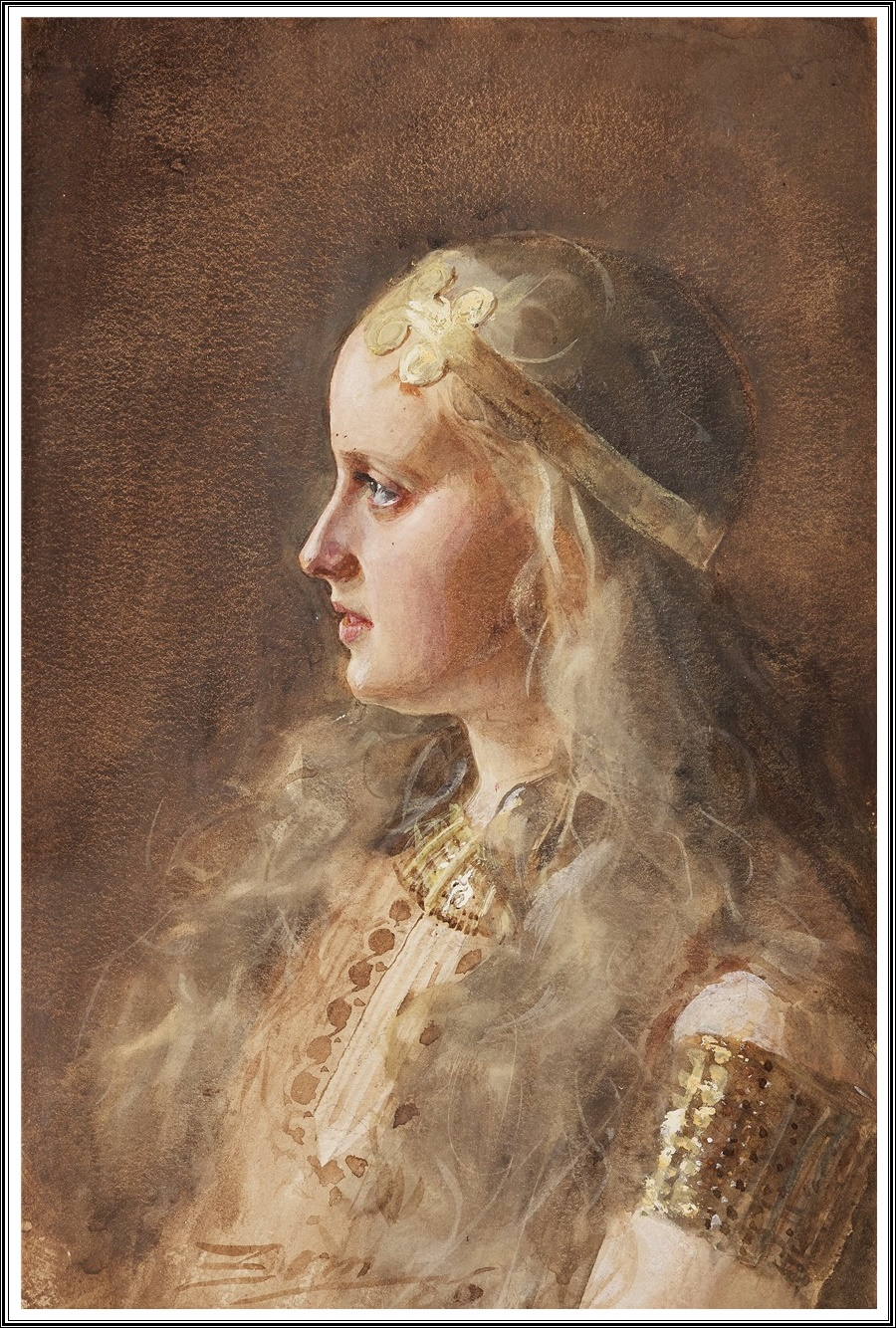
格蘿德

格蘿德（Gunnlod、Gunnlöð）是北歐神話中的女巨人，是蘇圖恩的女兒，在父親的要求下，在一洞穴內負責看守著詩的密酒。
智者克瓦希爾是阿薩神族和華納神族共同用口水創造的，但後來被殺害，身上的血還被做成蜜酒，據說只要嘗上一口，就能獲得詩人的智慧。這酒被收藏在歐瑞爾（Odrorir）容器內，最後落入蘇圖恩手上，蘇圖恩將酒藏在洞穴裡，並讓女兒格蘿德負責看守。奧丁聽到蜜酒的消息後，決意奪走它。經過幾次的計謀，奧丁探知了山洞的位置，然後變成一條蛇鑽進洞中。在洞裡，情竇初開格蘿德和奧丁共度三天三夜，並答應讓奧丁一夜換取一口酒，誰知奧丁三大口就把蜜酒喝光，再變成老鷹飛出洞外。格蘿德因為和奧丁共度三日，之後生下詩歌之神布拉基。

## 大众文化
- 《刺客信条：英灵殿》中的角色